# Ragnar Melin

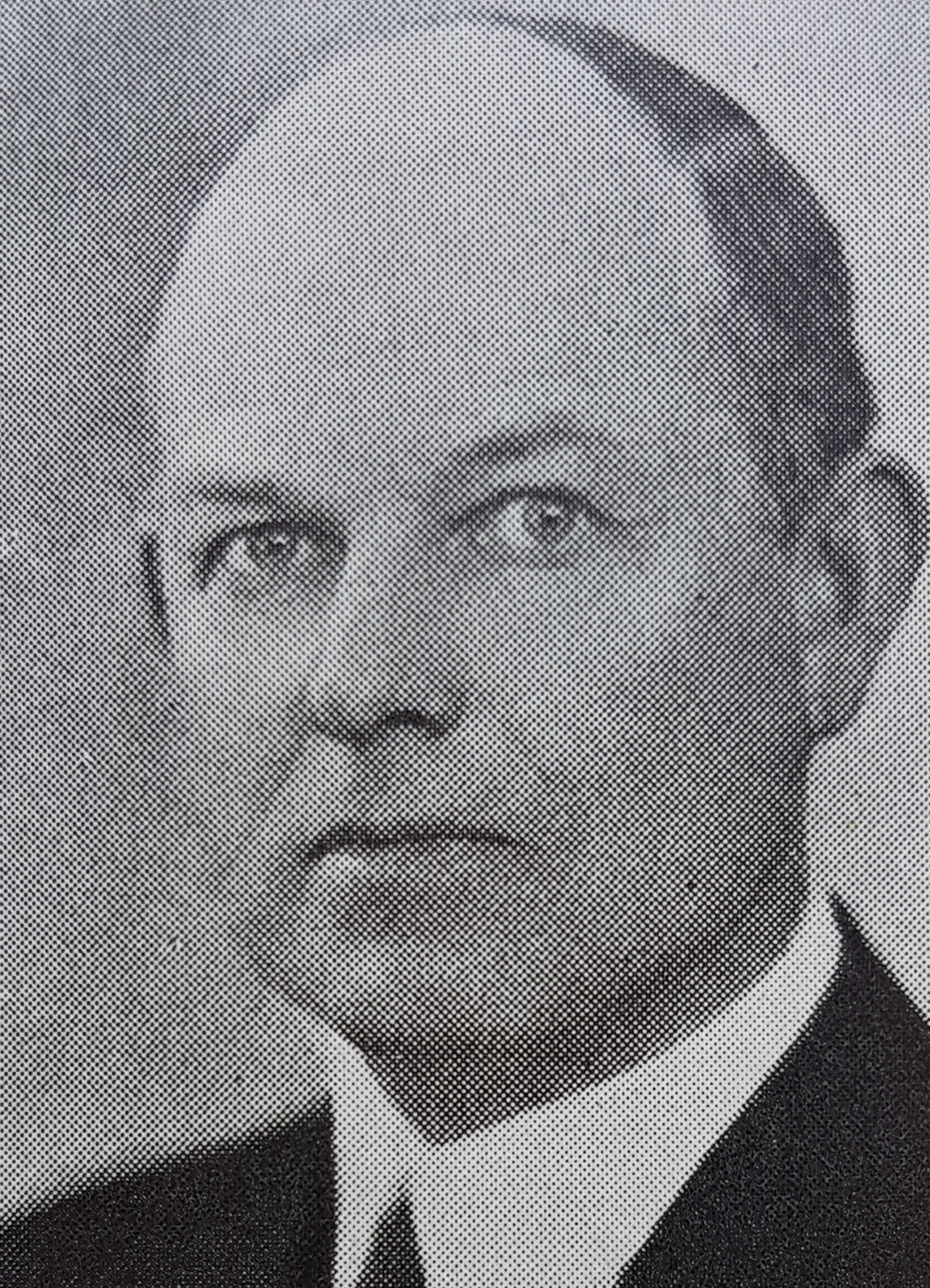
Ragnar Melin.

Johan Ragnar Melin, född 2 december 1890 i Skara, död 2 juli 1985, var en svensk hydrolog.
Efter studentexamen i Skara 1909 blev Melin filosofie licentiat 1917 och filosofie doktor i Uppsala 1922. Han blev statshydrolog 1920 och var byråchef vid SMHA, 1935–1956. Han blev ledamot av nationalkommittén för geodesi och geofysik 1947 och sakkunnig  vid Vattenfallsstyrelsen 1957. Melin är begraven på Danderyds kyrkogård.